# Thecla anacreon
Thecla anacreon är en fjärilsart som beskrevs av Fabricius 1793. Thecla anacreon ingår i släktet Thecla och familjen juvelvingar. Inga underarter finns listade i Catalogue of Life.